# Eye Cue

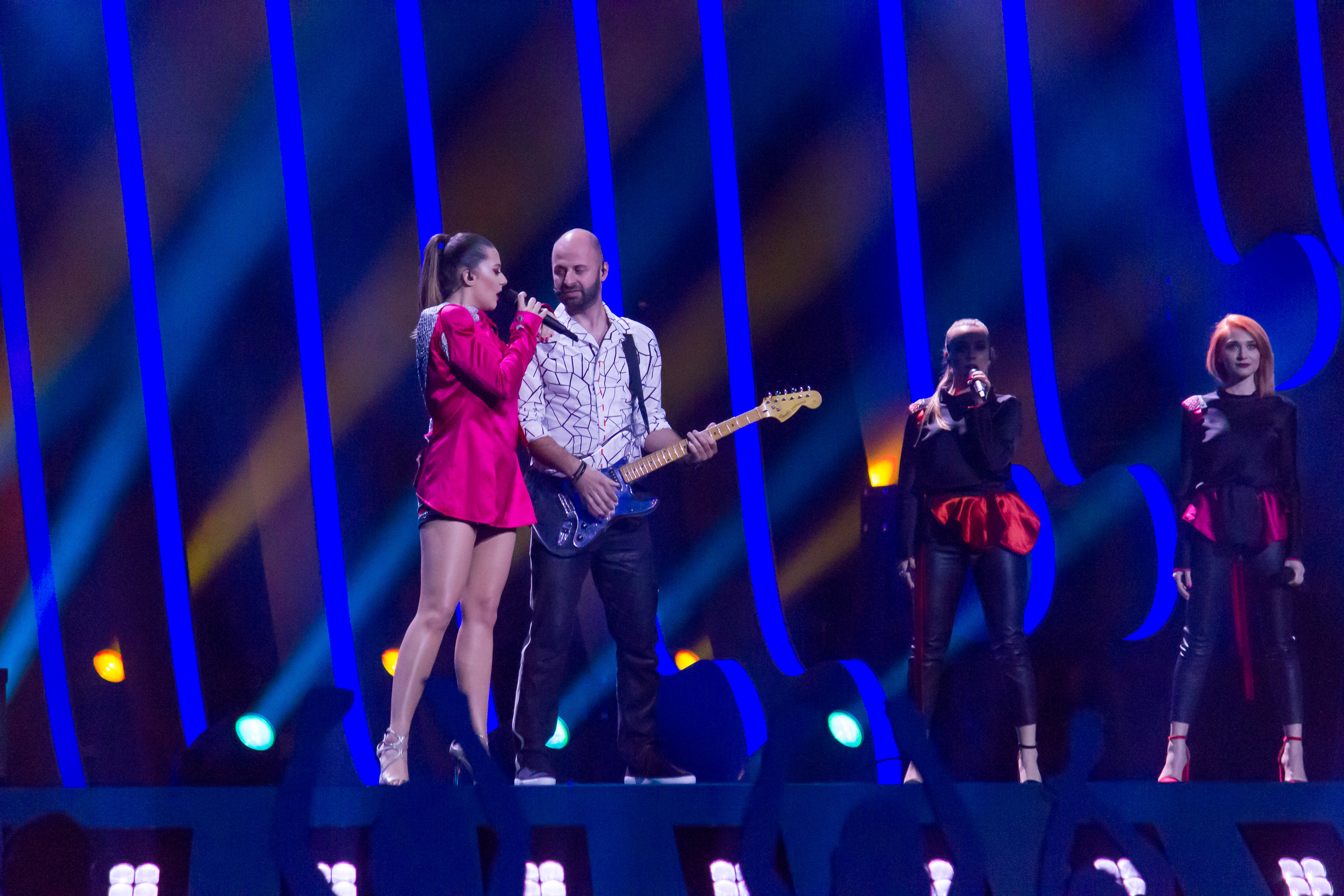
Eye Cue (2018)

Eye Cue ist ein nordmazedonisches Musikduo, das 2008 gegründet wurde und aus den beiden Sängern Bojan Trajkovski und Marija Ivanovska besteht. Die Band vertrat Mazedonien beim Eurovision Song Contest 2018 in Lissabon.

## Geschichte
Das Pop-Rock-Duo wurde 2008 von Bojan Trajkovski und Marija Ivanovska gegründet. Die beiden Sänger treten zudem oft mit dem Schlagzeuger Ivo Mitkovski auf. Seinen ersten Erfolg erzielte das Duo 2010 mit ihrem Lied „Not this time“, das die MTV Adria Top 20 erreichte.
Am 13. Februar 2018 wurde bekanntgegeben, dass Eye Cue Mazedonien beim Eurovision Song Contest 2018 in Portugal vertreten wird. Ihr Lied „Lost and Found“, das vom mazedonischen Fernsehsender MRT aus 382 Bewerbungen ausgewählt worden ist, wurde von Bojan Trajkovski und Darko Dimitrov geschrieben.
Sie konnten sich nach ihrer Teilnahme am ersten Halbfinale allerdings nicht für das Finale des Wettbewerbs qualifizieren.

## Diskografie
Singles
- 2010: Ista pateka
- 2010: Ne zaboravaj
- 2010: Not This Time
- 2012: Magija
- 2013: Son
- 2013: Bobi baš mi e gajle
- 2013: Superstar Wannabe
- 2013: Ni luti se čoveče
- 2014: There’s a Chance
- 2014: Samo sakav
- 2014: Sega mi trebaš ti (mit Kristina Arnaudova)
- 2015: Kolku pati
- 2015: Eve pak
- 2016: Ubava
- 2016: Sepak mi e zabavno
- 2016: Najbolja
- 2016: Najdobar
- 2017: Glowing Lips
- 2017: Mojot kral
- 2017: Kolku dobro te znam
- 2017: Million Times
- 2017: Možam, no ne sakam
- 2018: Lost and Found